# مارغريتا إيزابيل
مارغريتا إيزابيل (بالإسبانية: Margarita Isabel)‏ هي ممثلة مكسيكية، ولدت في 25 يوليو 1941 بمدينة مكسيكو في المكسيك، وتوفيت في 9 أبريل 2017 في المكسيك.

## وصلات خارجية
- مارغريتا إيزابيل على موقع IMDb (الإنجليزية)
- مارغريتا إيزابيل على موقع قاعدة بيانات الفيلم (الإنجليزية)